# اهسکراگ
اهسکراگ (به انگلیسی: Ahascragh) یک منطقهٔ مسکونی در ایرلند است که در شهرستان گالوی واقع شده‌است.

## خصوصیات
اهسکراگ ۴٬۵۰۰ نفر جمعیت دارد.